# 5e Brigade d'infanterie canadienne
Ne doit pas être confondu avec 5e Groupe-brigade mécanisé du Canada.
La 5e Brigade d'infanterie canadienne a été mobilisée une première fois en 1915 en tant que formation de la nouvelle 2e division canadienne lors de la Première Guerre mondiale.
Elle est reconstituée le 1er septembre 1939 en tant que partie de la 2e Division d'infanterie canadienne lors de la Seconde Guerre mondiale.

## Organisation

### 5ebrigaded'infanterie canadienne - 1915-1918
Monument hommage à la 5e Brigade d'infanterie canadienne à Chérisy (Pas-de-Calais).
|  |  |  |

- 22e bataillon (canadien français), 21 octobre 1914 - 11 novembre 1918
- 24e bataillon (Victoria Rifles of Canada), 22 octobre 1914 - 11 novembre 1918
- 25e bataillon (Nova Scotia), 28 octobre 1914 - 11 novembre 1918
- 26e bataillon (Nouveau Brunswick), 19 octobre 1914 - 11 novembre 1918

### 5eBrigade d'infanterie canadienne - Québec - 1939
- Black Watch of Canada
- Fusiliers Mont-Royal
- Régiment de Maisonneuve
- Régiment de la Chaudière

### 5eBrigade d'infanterie canadienne - 1944-1945
- Black Watch of Canada
- Régiment de Maisonneuve
- Calgary Highlanders
- 5 Canadian Infantry Brigade Ground Defence Platoon (Lorne Scots)